# Sanofi
Sanofi S.A. là công ty dược phẩm đa quốc gia của Pháp, có trụ sở tại Gentilly, Pháp. Tính đến năm 2013, đây là doanh nghiệp phân phối dược phẩm và các sản phẩm sức khỏe lớn thứ năm trên thế giới. Công ty thành lập vào năm 2004 dưới tên Sanofi-Aventis, sau sáp nhập của Aventis và Sanofi-Synthélabo. Đến tháng 5 năm 2011, công ty đổi tên như hiện tại.

## Địa chỉ của công ty con tại Việt Nam
Công ty TNHH Sanofi–Aventis Việt Nam: Số 10, đường Hàm Nghi, Phường Bến Nghé, Quận 1, Thành phố Hồ Chí Minh, Việt Nam